# Amadeu (Disney)
Amadeu é um personagem de histórias em quadrinhos Disney. Ele é um mainá criado em 1949 por   Bill Walsh e Manuel Gonzales, Amadeu acompanha o Pateta em várias histórias e Mickey em algumas. No Brasil, foi usado em algumas histórias do Zé Carioca.
Criado em 1949 para as páginas dominicais do Mickey, nos EUA.
Bastante travesso, sempre atrapalha a vida de seus amigos.
Possui mais de 900 histórias, fazendo muito sucesso na França. No Brasil foram publicadas pouco mais de 270 histórias.

## Nome em outros idiomas
- Alemão: Maxi Smart
- Chinês: 艾尔斯沃斯
- Dinamarquês: Engelbrecht
- Espanhol: Gancho ou Amadeo
- Finlandês: Kuru Korppi
- Francês: Genius
- Grego: Γατζος
- Holandês: Leo de Beo
- Inglês: Ellsworth
- Islandês: Erling
- Italiano: Gancio
- Norueguês: Kra
- Polonês: Elek
- Sueco: Korpus